# Dancing on a Dime
Pour plus de détails, voir Fiche technique et Distribution.
Dancing on a Dime est un film américain réalisé par Joseph Santley, sorti en 1940.

## Fiche technique[1]
- Titre : Dancing on a Dime
- Réalisation : Joseph Santley
- Scénario : Jan Lustig, Max Kolpé, Maurice Rapf, Anne Morrison Chapin (en) et Allen Rivkin (en)
- Direction artistique : Haldane Douglas (en) et Hans Dreier
- Photographie : Charles Lang
- Montage : Doane Harrison
- Société de production : Paramount Pictures
- Pays de production : États-Unis
- Format : Noir et blanc - 1,37:1
- Genre : musical
- Durée : 74 minutes
- Date de sortie : 1940

## Distribution
- Grace McDonald (en) : Lorie Fenton
- Robert Paige : Ted Brooks
- Virginia Dale : Dolly Stewart
- Peter Lind Hayes (en) : Dandy Joslyn
- Lillian Cornell (en) : Doris Marlowe
- William Frawley : Mac
- Eddie Quillan : Jack Norcross
- Frank Jenks : Phil Miller
- Carol Adams (en) : Polly Adams
- John Gallaudet : Frank Hurd
- Phillip Terry (en) : Brent Martin
- Charles Lane : Taylor
- Arthur Aylesworth : Joe Phillips
- Wanda McKay : Lulu
- Fay Helm : Miss Greenfield